# گروپو اروپورتواریو دل سورسته
گروپو اروپورتواریو دل سورسته (به انگلیسی: Grupo Aeroportuario del Sureste) شرکت خدمات هوانوردی مکزیکی است، که در زمینه ارائه خدمات و مدیریت بر فرودگاه‌ها فعالیت می‌کند.
شرکت اروپورتواریو دل سورسته در سال ۱۹۹۸ تأسیس شد و در حال حاضر وظیفه مدیریت بر ۹ فرودگاه را در جنوب‌شرقی مکزیک برعهده دارد. این فرودگاه‌ها عبارتند از: فرودگاه بین‌المللی کانکون، کینتانا رو، فرودگاه بین‌المللی کوزومل، فرودگاه بین‌المللی باهیاس د هواتولکو، فرودگاه بین‌المللی منیول کرسسنسیو ریجون، فرودگاه ملی میناتیتلان/کواتزاکوالکوس، فرودگاه بین‌المللی سوسوکوتلن، فرودگاه بین‌المللی تاپاچولا، فرودگاه بین‌المللی ژنرال هریبرتو یارا و فرودگاه بین‌المللی کارلووس روویروسا پرز.
دفتر مرکزی این شرکت در شهر مکزیکو سیتی، مکزیک قرار دارد و بخشی از سهام آن در بازار بورس اوراق بهادار مکزیک معامله می‌شود.